# LORANA
LORANA(英語 LOng RAnge Non line of sight Attack system)は射程9kmの移動可能な装甲戦闘車両を破壊する目的で設計された戦術ミサイルシステムである。
LORANAはALASとは異なり、推進にはジェットエンジンではなく、ロケットエンジンを使用する。速度は120から200m/秒で高度は500mである。TV受像機で光ファイバーケーブルで画像を伝送して誘導する。

## LORANA
ターボジェットエンジンの代わりに固体燃料ロケットを使用して加速する派生型で実質的な射程は9 kmで高速で飛翔するLORANA (LOng RAnge Non line of sight Attack system)として分類される。LORANAは10 kgの単HEATあるいはタンデム弾頭を備える。LORANAは車両やヘリコプターから発射する。
LORANAのミサイルの追尾装置は2012年半ばに軽飛行機のSILA 450C国産機(Kraljevo, セルビアのAero-East-Europe製) により"Pasuljanske livade"の演習場で1連の10回の飛行が実施された。 LORANAは先進的な比直接照準攻撃システムである。(軽装輪式装甲SUVや準装甲車両のような)車両に4から6個のミサイルを格納したコンテナが装備される。
LORANAミサイルは以下の機能ユニット/支援装置で構成される:
- ジャイロ安定式TVカメラを搭載した誘導装置
- 管理と制御のための補機類;対戦車タンデム弾頭 1,000 mmの均質圧延装甲への陥入力を有する
- 固体燃料推進剤と飛行用ロケットエンジン (両方のエンジンは EDePro社によって開発された。).
- 光ファイバーによる接続を備えた通信補機類 (光ファイバーによる通信距離は9 km).
- デジタル信号受信機へのレーザービデオ信号電気式転送装置

### LORANAの仕様諸元
- 全長 1.8 m
- 円筒の胴体の直径 175 mm.
- 翼幅 1.2 m.
- 始動時のミサイルの重量 60 kg
- 弾頭 10 kg
- 始動時のロケットの推力 4,500 N 作動時間は3.5秒間
- ミサイルの飛行速度 120–200 m/s
- 飛行ロケットエンジンは噴流が後部から繰り出す光ファイバーケーブルにあたる事を避けるために一組の横方向に傾斜したノズルを備え、推力は300 Nで最大比推力は14,000 Nに到達する。[3]

### 誘導
ミサイルはTVユニットを先端部に備え、3 km彼方の標的の戦車の大きさを捕捉する。 7°x 5°のカメラの視野はがTVに表示される。光ファイバーケーブルは52Nの張力に耐える事が可能。光ファイバーケーブルの信号の減衰は0.2 dB/kmである。光ファイバーケーブルは地上の制御ユニットから搭載された装置へデータを128 kbit/sで伝送して、ミサイルから地上の制御局へは240 Mbi/sで伝送する。これは動画が1チャンネルと2系統のデータチャンネルが使用可能である。
発射装置はALASロケットと同じ原理で作動する。入手可能なデータによればLORANAの精度は最大1mとされる。

### 運用
ミサイルは運搬用のコンテナから発射される。
LORANAは輸送コンテナ内に整備せずに10年以上保管可能である。初期化後使用準備が整う。

## 運用国

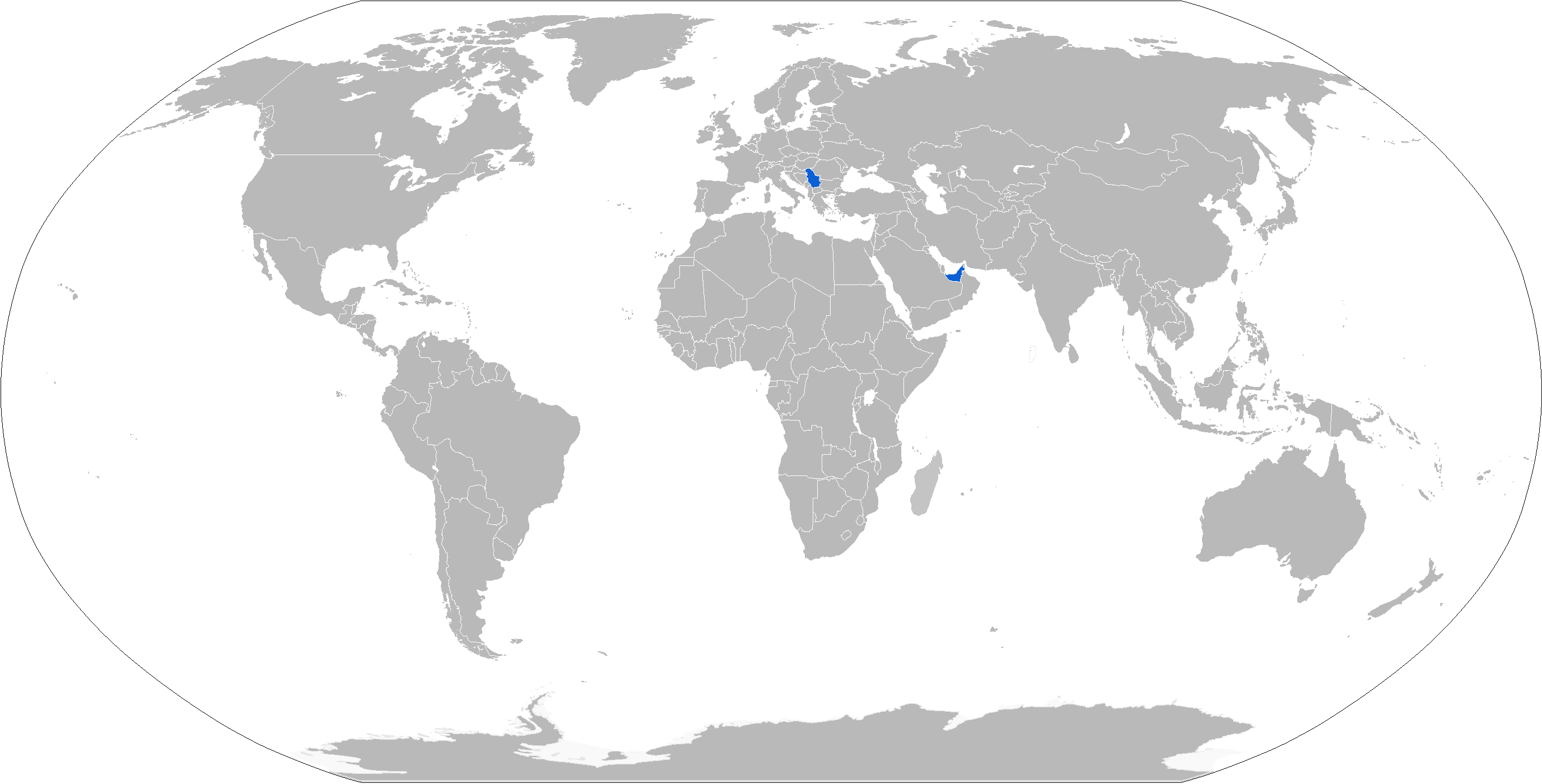
ALASの運用国は青で示す

### 現在の運用国
- セルビア